# Filí de Cos
|  | No s'ha de confondre amb Filí de Cos (atleta). |

Filí (grec antic: Φιλῖνος, llatí: Philinus) fou un metge grec nadiu de l'illa de Cos, considerat el fundador de la secta dels empírics. Fou deixeble d'Heròfil de Calcedònia, contemporani de Baqueu de Tànagra i predecessor de Serapió d'Alexandria, amb el que probablement va viure al segle iii aC.
Va escriure un llibre contra Baqueu inclòs al Corpus hipocràtic i un de botànica, que no es conserven. Aquest darrer segurament és el llibre esmentat per Ateneu de Nàucratis, Plini el Vell i Andròmac el jove.